# 공시태와 통시태
공시태(共時態, 영어: synchrony)와 통시태(通時態, diachrony)는 서로 상대되며 상호 보완하는 언어학의 두 연구 관점이다. 공시태는 어떠한 언어의 특정한 시기의 상태를 이르는 반면, 통시태는 시간의 흐름에 따른 언어의 상태를 뜻한다. 이 두 관점을 연구하는 학문을 각각 공시언어학(共時言語學, 영어: synchronic linguistics)과 통시언어학(通時言語學, 영어: diachronic linguistics)으로 구분할 수 있다.
19세기의 언어학 연구는 언어의 역사적인 변천을 추적하는 역사언어학과 여러 언어를 비교하는 비교언어학에 치우쳐 있었다. 이 때는 문헌으로 남아 있는 언어 자료와 언중이 사용하는 언어의 현실태를 공히 언어라고 부르며 따로 구별하지 않았는데, 페르디낭 드 소쉬르가 등장하면서 언어의 공시태와 통시태가 엄격히 구별되게 되었다.
통시언어학은 언어를 역사가 흐르는 동안 축적된 변화의 결과물로 본다. 따라서 통시언어학에서는 언어의 본질을 파헤칠 때 어원, 계통, 음운 추이에 주목한다. 반면 공시언어학은 언어를 언중이 지니고 있는 언어 지식의 총체로 본다. 그러므로 일반인이 따로 공부하기 전엔 알 수 없는 어원이나 계통, 언어의 역사적 변천은 공시언어학의 연구 대상이 아니다.
역사언어학은 대부분 통시언어학이지만 과거의 특정 시기에 초점을 맞춰 역사적 변천과 무관한 당시의 언어현실만을 연구한다면 그것도 공시언어학이 된다.